# Đoko Pavićević
Đorđije "Đoko" Pavićević (cirílico serbio: Ђорђије "Ђоко" Павићевић) fue un oficial del Ejército Real de Montenegro y del Ejército Real Yugoslavo que luchó en la Primera Guerra Mundial y en la Segunda Guerra Mundial como miembro de los partisanos yugoslavos, y más tarde como coronel del Ejército Popular Yugoslavo. Fue el más antiguo en recibir la Orden del Héroe del Pueblo.

## Biografía
Pavićević nació el 6 de mayo de 1872 en Do Pješivački, cerca de Danilovgrad, y procedía de una antigua familia de militares montenegrinos. Se alfabetizó tarde, por lo que hasta 1906 no se matriculó en la escuela militar. Como oficial y partidario de Janko Vukotić, entró en conflicto con el ministro de Guerra, Mitar Martinović, por lo que pasó casi un año en prisión bajo la acusación de ser opositor al príncipe Nicolás. Tras las Guerras Balcánicas, pensó en alistarse en el Ejército Real Serbio, sin embargo, fue nombrado comandante de la compañía fronteriza de Đakovica. Durante la Primera Guerra Mundial, formando parte del Ejército de Sandžak, durante 1914 y 1915, participó en la ofensiva serbio-montenegrina en Bosnia. Durante la ocupación austrohúngara de Montenegro, fue internado en Hungría, donde permaneció en un campo de prisioneros hasta el final de la guerra.
Partidario del unionismo serbo-montenegrino, se alistó en el nuevo Ejército Real Yugoslavo, pero en 1923 se retiró a petición propia. Hasta el comienzo de la Segunda Guerra Mundial, vivió en el pueblo de Mokri Do, cerca de Nikšić.
Durante el levantamiento de Montenegro contra la ocupación italiana, junto con sus cuatro hijos -dos hijos y dos hijas-, a la edad de 69 años, se incorporó a la lucha. Destacó como viejo guerrero en otoño de 1941, cuando, tras amainar el levantamiento, se unió a los partisanos yugoslavos junto con sus dos hijos. Desde finales de 1942, fue consejero del comandante de la Tercera División de Huelga, así como consejero en la Primera Sesión de la AVNOJ y miembro de la ZAVNO de Montenegro y Boka. Fue admitido como miembro del Partido Comunista de Yugoslavia en septiembre de 1943. El escritor Vladimir Nazor le llamó el partisano yugoslavo más antiguo.
Tras el final de la guerra, fue desmovilizado como coronel, y durante algún tiempo fue presidente de la Junta de Distrito del Frente Unitario de Liberación Nacional (NOF) en Nikšić y miembro de la Junta Principal del NOF de Montenegro. Fue elegido diputado de la Asamblea Nacional de Montenegro. Su hijo mayor, Vojislav, murió en la guerra, y el menor, Branko, fue el primer presidente de la Academia Montenegrina de Ciencias y Artes. Fue poseedor de la Medalla Conmemorativa de los Partisanos de 1941, y recibió la Orden del Héroe del Pueblo el 27 de noviembre de 1953, a la edad de 81 años, siendo el poseedor de más edad de esta condecoración.
Pavićević falleció el 4 de junio de 1970 a la edad de 98 años.